# Miquel II el Tartamut
Miquel el Tartamut (Μιχαὴλ ὁ Τραυλός) o Miquel II fou un general que va arribar a ser emperador romà d'Orient del 820 al 829. El seu ascens al poder a través d'un assassinat va portar el país a una guerra civil entre els seus partidaris i els de Tomàs l'Eslau, que va durar quasi tot el seu regnat. La forma en què va arribar al poder va fer que molts el tinguessin per un usurpador, mentre que Tomàs va ser escollit per aclamació popular i tenia part del clergat a favor. La manca d'unió va ser aprofitada pels andalusins que es van apoderar de Creta i van atacar Sicília. Pel que fa a l'afer dels iconoclastes va adoptar una actitud conciliadora que va resultar ambigua.

## Procedència
Havia nascut a Amòrion en una família d'origen humil. Era ignorant i analfabet. De jove va treballar als estables de la seva ciutat natal i després va entrar a l'exèrcit on, pel seu fort caràcter i la seva imprudència, es va destacar aviat. Un dels seus superiors l'apreciava tant que li va donar una filla en matrimoni, de nom Tecla.
Tenia, però, un defecte de parla que era el motiu del seu sobrenom «el Tartamut», que no li va impedir ascendir. Fou lleial al general Bardanes, als ulls del qual va fer nombrosos actes que el van distingir i aviat va destacar com un dels millors generals grecs. L'emperador Nicèfor I el va nomenar κόμης της κόρτης (komis tis kortis). Quan el 813 el general i company seu Lleó l'armeni va ascendir a emperador, va ser en part gràcies al suport de Miquel el Tartamut i per això li va donar les més altes magistratures de l'estat.

## Ascens al tron
Com que Miquel va censurar l'emperador Lleó V, aquest es va ofendre i el va enviar a Àsia com a dux d'Orient, però aviat el va cridar per por d'una revolta. Miquel no va callar i va continuar criticant l'emperador i l'emperadriu, i Lleó el va tornar a enviar a Àsia amb l'encàrrec d'inspeccionar les tropes, però Miquel es va refusar d'anar-se'n i es va unir als desafectes que estaven preparant una revolució per enderrocar-lo.
El complot fou descobert quan fou revelat per Joan Hexàbul (un alt funcionari) i Miquel fou encausat per alta traïció i fou condemnat a ser cremat viu. El dia que havia de ser cremat era el dia de Nadal del 820 i l'execució es va posposar a l'endemà i en aquest dia els seus companys de conspiració van donar el cop d'estat que va acabar amb la mort de Lleó i la proclamació de Miquel II, que fou presentat al públic encara lligat amb les cadenes del seu empresonament.
El seu primer acte fou ordenar la castració dels quatre fills de Lleó.

## Ambigüitat davant la iconoclàstia
Nominalment iconoclasta, va aturar la persecució dels iconòduls als quals va permetre el retorn, incloent l'antic patriarca Nicèfor I de Constantinoble i Teodor Estudita. Una de les seves víctimes fou el futur patriarca Metodi I de Constantinoble, qui va haver d'exiliar-se fins a l'amnistia del 829 perquè l'acusaven injustament d'haver escrit una profecia que predeia la mort de Miquel.
Durant la guerra civil, alguns patriarques es van posar a favor de Tomàs l'Eslau. Miquel va provar de guanyar-se el suport dels iconòduls a través del nomenament d'un familiar seu com a arquebisbe d'Efes, però els seus plans van fallar quan aquest va refusar ser consagrat per un patriarca iconoclasta, Antoni I Kassimates.

## Sublevació de Tomàs
Un fidel de Lleó, Tomàs l'Eslau, comandant en cap de les forces d'Àsia, es va revoltar i es va aliar amb els àrabs. El 821 Tomàs fou proclamat emperador a Antioquia i coronat per Job d'Antioquia, el patriarca d'aquella regió. Tomàs es presentà com a defensor dels pobres, va reduir les taxes i deia ser l'emperador Constantí VI que havia sobreviscut a l'operació de ser cegat, però en realitat era un eslau (altres fonts diuen «un antic esclau») que havia ascendit a l'exèrcit. Com que no tenia fills va adoptar un jove desconegut a qui va posar de nom Constantí i que fou proclamat august. Constantí va estar al capdavant d'un exèrcit de vuitanta mil homes que va marxar contra Constantinoble. No tots els temes d'Àsia li van donar suport, però sí el tema naval.
En un esforç per consolidar el control sobre les províncies, i en especial els dos temes d'Àsia que encara li eren fidels, Miquel va proclamar una baixada del 25% en les taxes durant el període 821–822.
El fill adoptiu de Tomàs fou mort a la vora de l'Hel·lespont i Tomàs va adoptar llavors un antic monjo que es deia Anastasi. Després va travessar l'Hel·lespont i va assetjar Constantinoble. Miquel va fer front al perill com va poder; com que no es podia enfrontar a forces superiors en camp obert es va parapetar al darrere de les muralles de la ciutat. Quan Tomàs va provar un atac general el 822 fou rebutjat amb fortes pèrdues i Tomàs es va retirar a Tràcia. Passat l'hivern Tomàs va tornar a iniciar el setge el 823 per terra i mar i la flota imperial el va derrotar, cosa que va començar a desmoralitzar els partidaris de Tomàs.
Gregori Pterotes, un antic general amb gran influència en temps de Lleó V, desterrat per Miquel a Samos, va sortir del seu exili i es va unir a la revolta. Però l'exèrcit de Tomàs cada vegada donava més mostres de descomposició. Gregori el va abandonar i es va decidir passar al camp de Miquel emportant-se amb ell diversos comandaments rebels. En la seva fugida foren detectats per Tomàs i executats.
Tomàs va intentar un nou assalt al Corn d'Or amb 350 vaixells, però Miquel el va poder rebutjar altre cop i destruir bona part de la flota atacant. Tampoc per terra va tenir èxit Tomàs, defensada pel fill de Miquel, Teòfil, i els generals Olbiè i Catacil entre d'altres. Però Tomàs romania a la vora de la ciutat. En aquest moment Miquel va rebre l'oferta del rei dels búlgars, Mortagon (Omurtag), per una aliança contra els rebels, que Miquel va refusar.
Però el rei búlgar va venir tanmateix en el seu ajut i els búlgars van derrotar Tomàs, que va aixecar el setge i es va retirar a Tràcia. Miquel va iniciar l'ofensiva i va assetjar Tomàs a Arcadiòpolis (Lüleburgaz) i Tomàs es va haver de rendir (octubre del 833). Després de ser torturat Tomàs va demanar a l'emperador que el matessin per pietat, però aquest li va exigir de revelar el nom dels seus còmplices a la cort. Joan Hexàbul va fer reflexionar a l'emperador tot dient-li si creuria abans un rebel que els seus amics i finalment Miquel II el va fer tancar a una presó on va morir als set dies. Els principals col·laboradors de Tomàs foren severament castigats.

## Atacs andalusins i serbis
Aquestes lluites foren aprofitades pels àrabs andalusins dirigits per Abul Hafiz per ocupar Creta (40 vaixells i 1.000 homes) el 824. Miquel hi va fer una expedició el 826 però no va poder recuperar el cap de pont àrab i el 827 els musulmans es van apoderar de l'illa. Creta fou anomenada des de llavors Càndia per Candax, la nova capital. El 827 els àrabs van envair Sicília aprofitant conflictes civils (el mateix governador Eufemi va convidar els aglàbides) van assetjar Siracusa, d'on foren rebutjats el 829. També els serbis van ocupar Dalmàcia.

## Els darrers anys
Mentrestant el 823 l'emperadriu Tecla havia mort i Miquel es va casar amb Eufrosina, filla de Constantí VI, enllaç que va trobar l'oposició del clergat, ja que Eufrosina havia estat monja. El 824 va renovar l'aliança amb els francs amb una ambaixada a Lluís el Pietós a Rouen, tot i que l'emperador romà d'Orient no reconeixia el títol imperial del franc, que reconeixia només com a «emperador dels francs i longobards».
Morí d'una malaltia dels ronyons, probablement litiasi renal, l'1 d'octubre del 829 i li succeí el seu fill Teòfil. Tot i que no tenia simpaties entre el clergat que el pintaven com un pagesot ignorant, fou un home d'estat competent i bon administrador; les seves reformes militars van permetre després l'ascendència dels romans d'Orient sobre els abbàssides.